# 우곡중학교
우곡중학교(牛谷中學校)는 대한민국 경상북도 고령군 우곡면 월오리에 있는 공립 중학교이다.

## 학교 연혁
- 1971년 1월 2일 : 우곡중학교 설립인가 (6학급)
- 1971년 2월 9일 : 초대 김한기 교장 취임
- 1971년 3월 25일 : 개교식(교훈, 교목, 교화, 교가)
- 1972년 2월 22일 : 9학급 인가
- 2013년 3월 1일 : 특수학급 1학급 신설
- 2022년 9월 13일 : 컴퓨터실, 보건실 환경개선공사
- 2023년 2월 10일 : 제50회 졸업식(졸업생 2명, 총 졸업생 수 2,930명)
- 2023년 3월 2일 : 제53회 입학(입학생 3명)
- 2023년 9월 1일 : 제24대 이상일 교장 취임

## 참고 자료
- 우곡중학교 - 한국교육학술정보원 학교알리미